# Garzáin
Garzáin (en euskera: Gartzain) es una localidad española, perteneciente al municipio de Baztán, Comunidad Foral de Navarra. En el año 2010 contaba con una población de 219 habitantes.

## Demografía
| 2000 | 2001 | 2002 | 2003 | 2004 | 2005 | 2006 | 2007 | 2008 | 2009 | 2010 |
| ---- | ---- | ---- | ---- | ---- | ---- | ---- | ---- | ---- | ---- | ---- |
| 220  | 225  | 220  | 224  | 218  | 221  | 217  | 212  | 217  | 217  | 219  |

## Situación
Garzáin se encuentra a 235 metros de altura, en el valle del Baztan. Dista 46 km de Pamplona con la que está conectada por la N-121-B.

## Núcleos de población
Cuenta con tres núcleos: Aizano, Ariztegi y Etxerri.

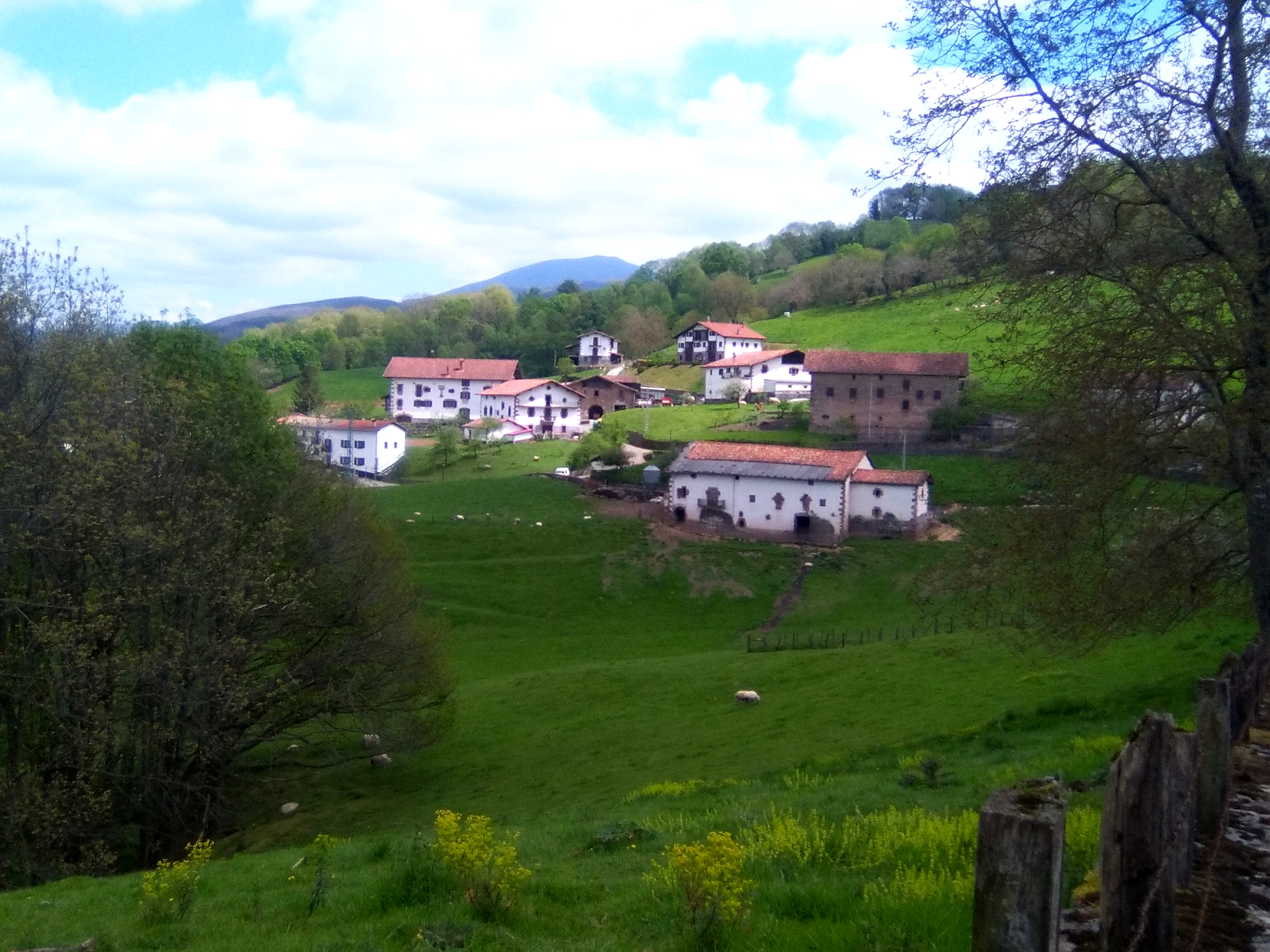
Aizano.
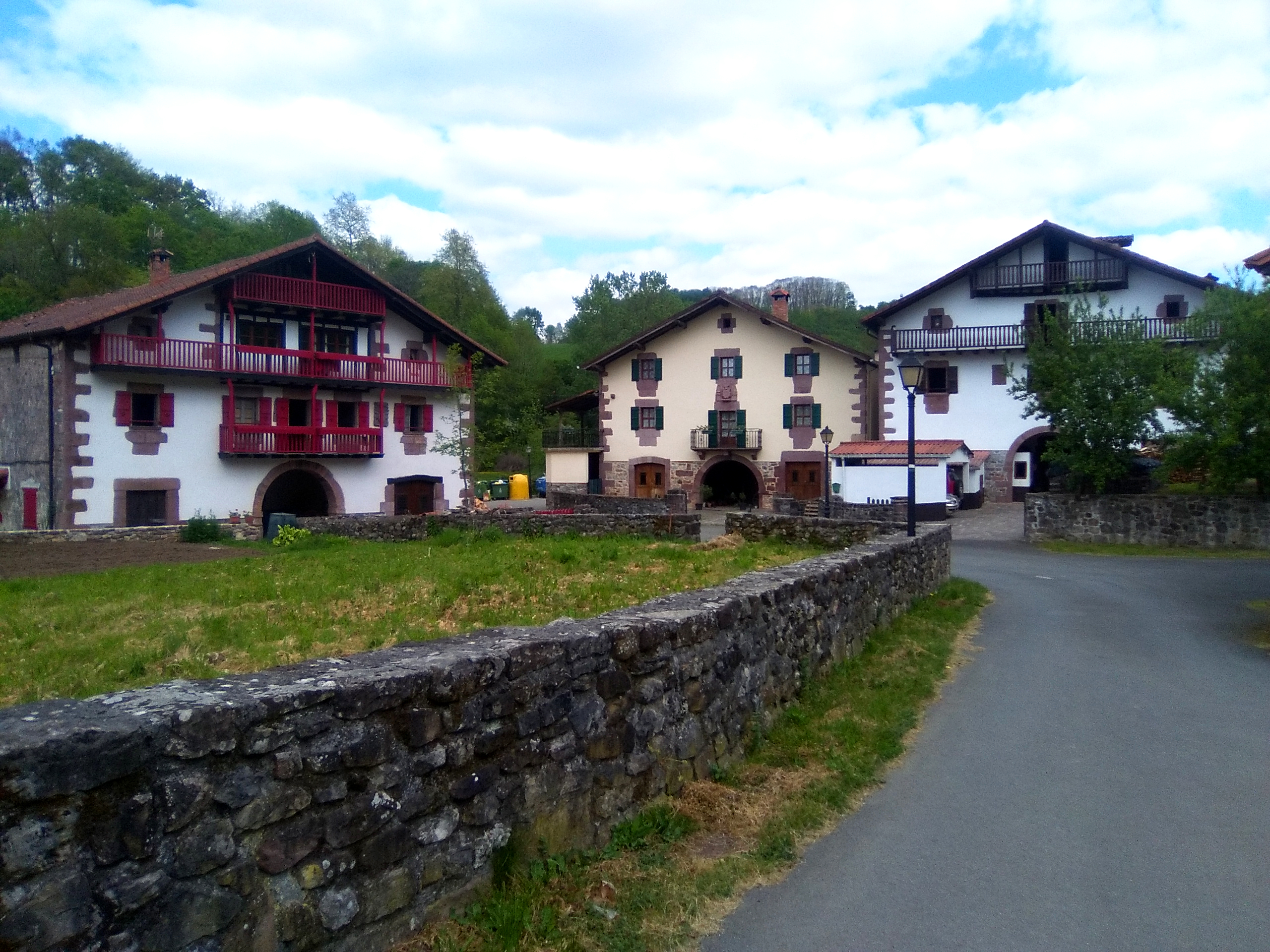
Ariztegi.

## Iglesia de San Martín de Garzáin
Es un templo católico de origen medieval modificado en el último tercio del siglo XVI. Presenta planta de cruz latina con cabecera poligonal de cinco lados. A los pies se encuentra el coro. Cuenta con una torre rematada por un cuerpo de campanas octogonal en el que se abren al exterior cuatro arcos con forma de medio punto.

## Ermita del Pilar
Edificio de origen medieval que fue transformado en el siglo XIX. Se encuentra en el barrio de Ariztegui.

## Fiestas
- Se celebran el doce de octubre, festividad del Pilar.